# Senza sapere niente di lei
Pour plus de détails, voir Fiche technique et Distribution.
Senza sapere niente di lei, parfois traduit Sans rien savoir d'elle, est un giallo italien réalisé par Luigi Comencini, sorti en 1969, avec Philippe Leroy et Paola Pitagora dans les rôles principaux.
C'est l'un des rares films de Comencini qui soit resté inédit en France.

## Synopsis
L'enquêteur des assurances Nanni Brà (Philippe Leroy) étudie les causes du décès d'une dame âgée, mère de cinq enfants, morte récemment et qui avait souscrit à une importante assurance-vie. Cette dernière s'est peut-être suicidée d'une overdose de médicaments, ce qui arrangerait les affaires de Nanni et de sa compagnie, puisque la prime n'aurait pas à être versée. Nanni rencontre alors les cinq enfants de la femme et se lie notamment d'amitié avec la jeune Cinzia (Paola Pitagora).

## Fiche technique
- Titre original italien : Senza sapere niente di lei
- Réalisation : Luigi Comencini
- Assistant-réalisateur : Silla Bettini (it)
- Scénario : Suso Cecchi D'Amico, Raffaele La Capria, Antonio Leonviola, Luigi Comencini et Leopoldo Machina
- Photographie : Pasqualino De Santis
- Montage : Nino Baragli
- Musique : Ennio Morricone
- Décors : Franco Bottari et Ranieri Cochetti
- Producteur : Angelo Rizzoli
- Société de production : Rizzoli Film
- Pays d'origine :  Italie
- Langue : Italien
- Format : Couleur
- Genre : Film dramatique, giallo
- Durée : 96 minutes
- Date de sortie :
  - Italie : 18 novembre 1969

## Distribution
- Philippe Leroy : Nanni Brà
- Paola Pitagora : Cinzia Mancuso
- Sara Franchetti : Pia Mancuso
- Giorgio Piazza (it) : l'avocat Polli
- Elisabetta Fanti : la secrétaire de Nanni Bra
- Graziella Galvani : Giovanna Mancuso
- Silvano Tranquilli : Zeppegno
- Umberto D'Orsi : Paolo
- Fabrizio Moresco : Orfeo Mancuso
- Franca Sciutto (it) : une infirmière
- Ettore Geri (it) : un docteur

## Accueil critique
D'après Jean A. Gili, Senza sapere niente di lei propose un des plus beaux portraits de femme réalisé par Comencini, à l'instar de Claudia Cardinale dans La ragazza et Stefania Sandrelli dans Un vrai crime d'amour.

## Distinction
- Ruban d'argent de la meilleure actrice en 1970 pour Paola Pitagora.